# SanSan

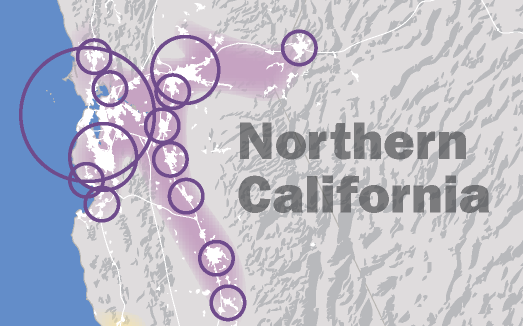
Megaregione della California del Nord

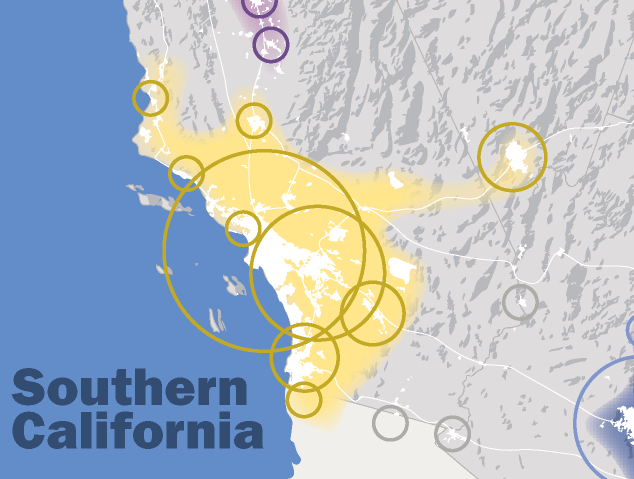
Megaregione della California meridionale

Il termine SanSan si riferisce a una ipotetica megalopoli situata sulla costa dello Stato americano della California, i cui confini settentrionale e meridionale sarebbero le città di San Francisco e San Diego.
Il nome fu coniato, insieme a BosWash e ChiPitts, nel libro Megalopolis: The Urbanized Seaboard Northeast of the United States del 1961 del geografo francese Jean Gottmann. Fu poi ripreso dai futurologi  Herman Kahn e Anthony Wiener, che immaginarono un'area estesa inizialmente da San Diego a Santa Barbara, che si sarebbe successivamente estesa fino a San Francisco.
In realtà il termine ha avuto meno fortuna degli analoghi descritti sopra, e la demografia della California viene oggi prevalentemente descritta come costituita da due distinte macroaree, rispettivamente nella California meridionale e nella California settentrionale, separate da un'area scarsamente popolata nella California centrale. I modelli di sviluppo attuali prevedono quindi una megalopoli meridionale comprendente le aree metropolitane di Los Angeles, San Diego, Inland Empire e Las Vegas, fino a Tijuana in Messico, e una settentrionale comprendente San Francisco, San Jose e Sacramento, fino a Reno.

## Città principali

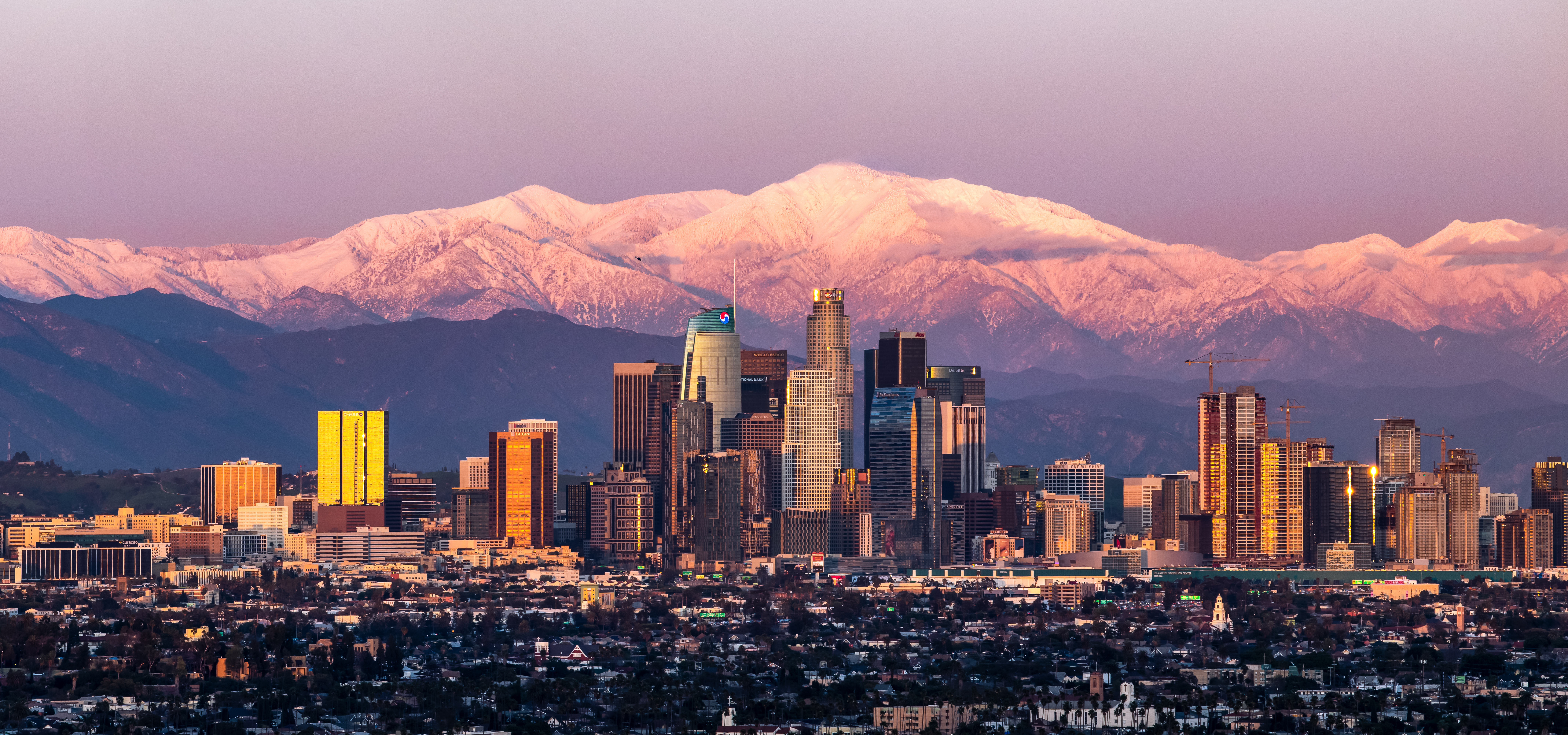
Los Angeles
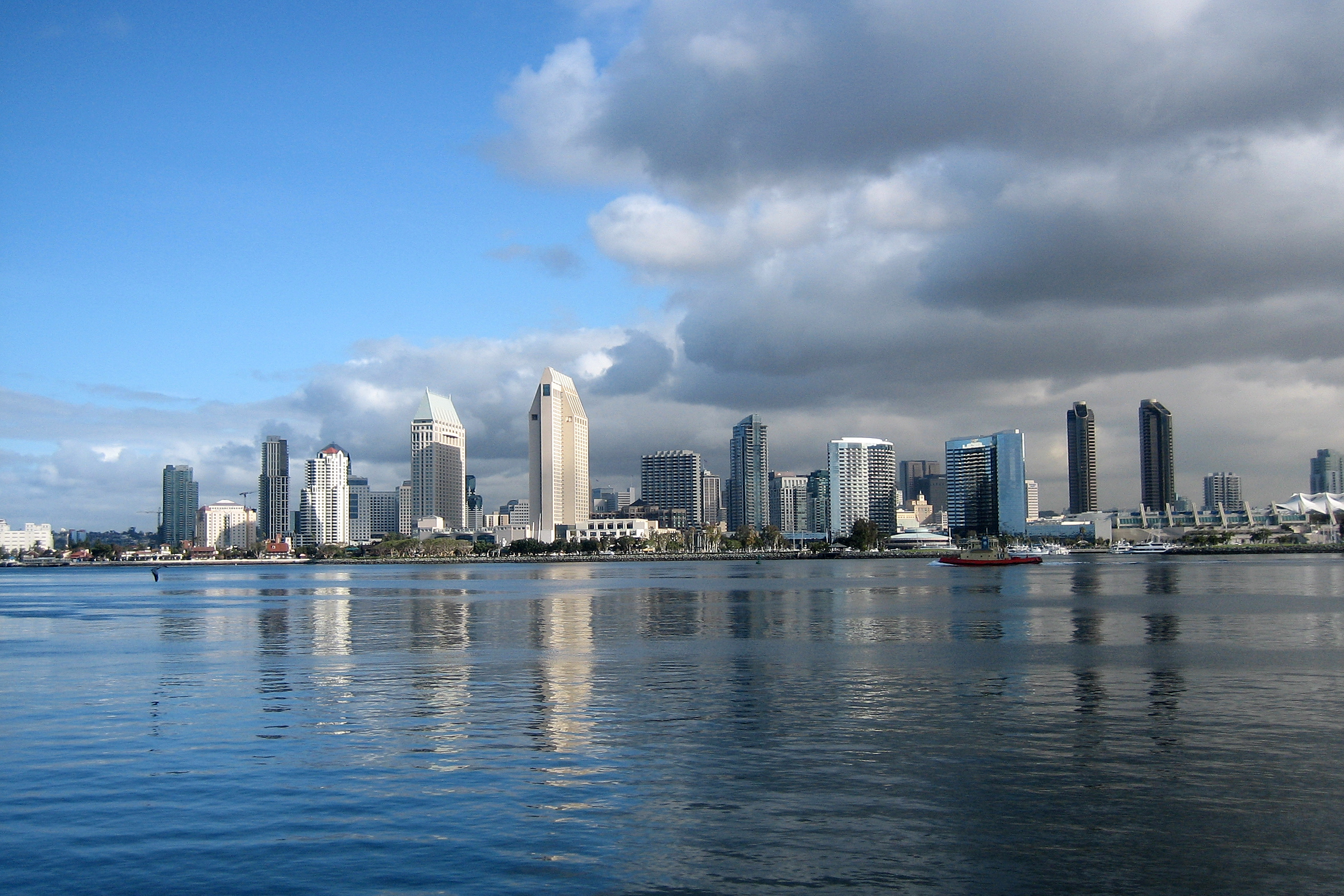
San Diego
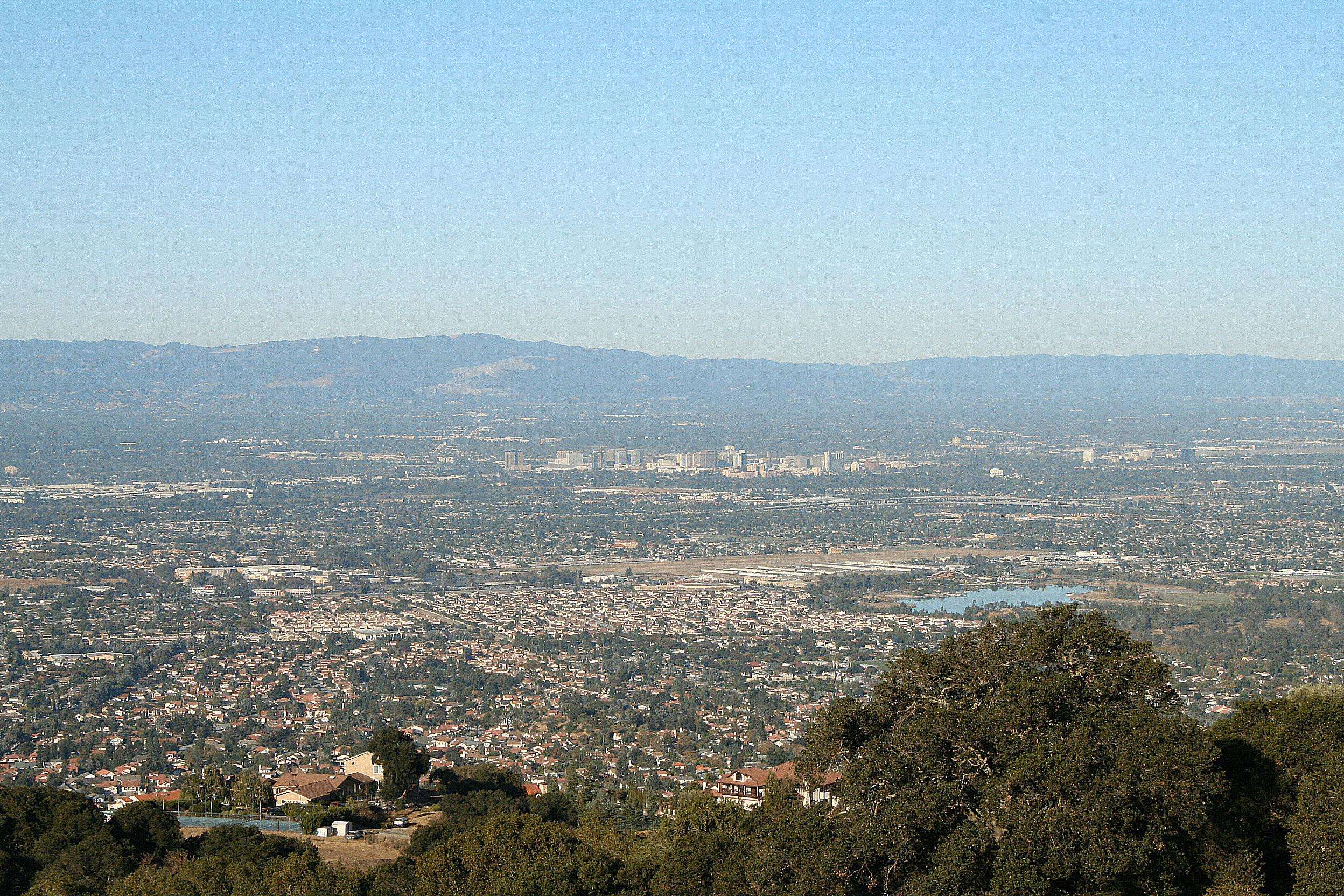
San Jose
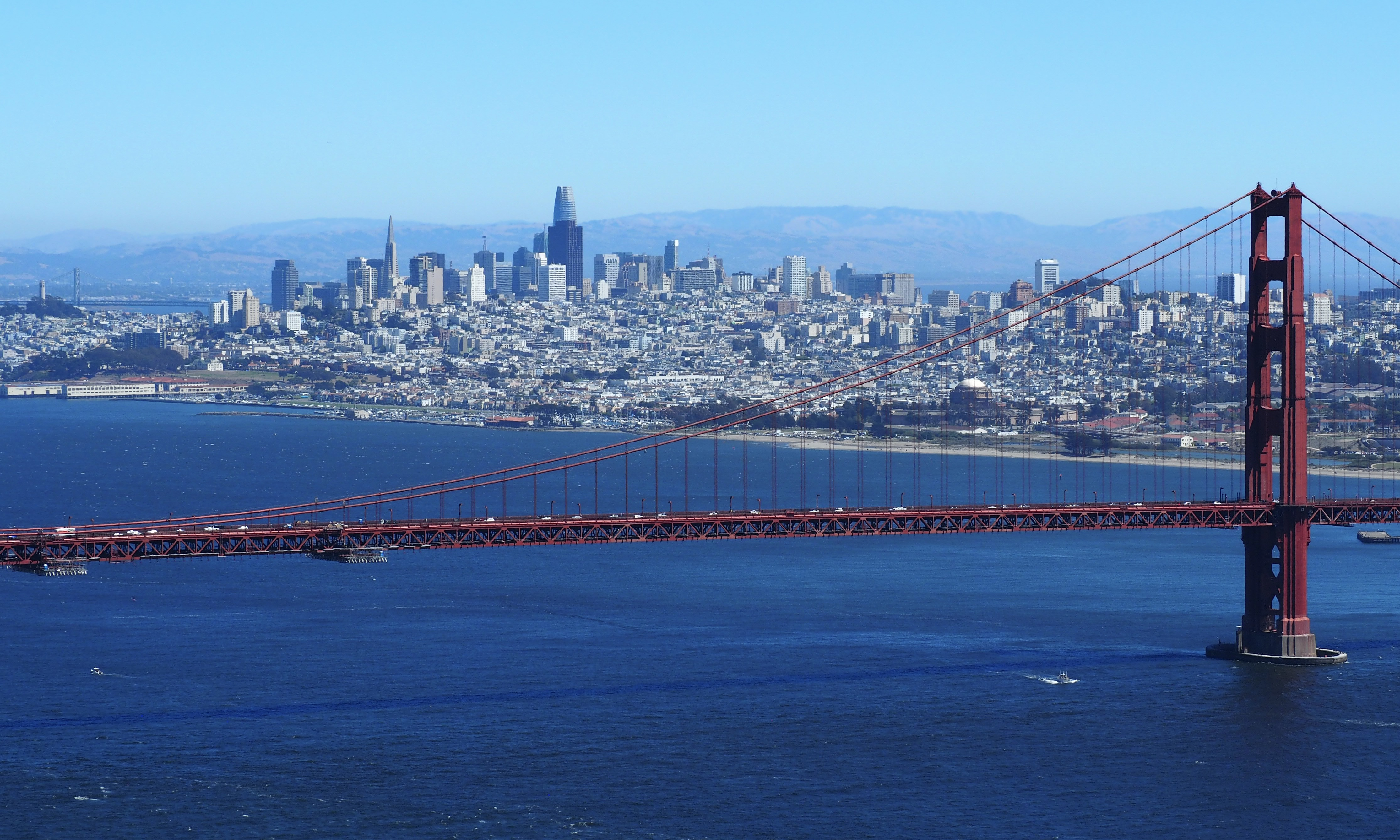
San Francisco
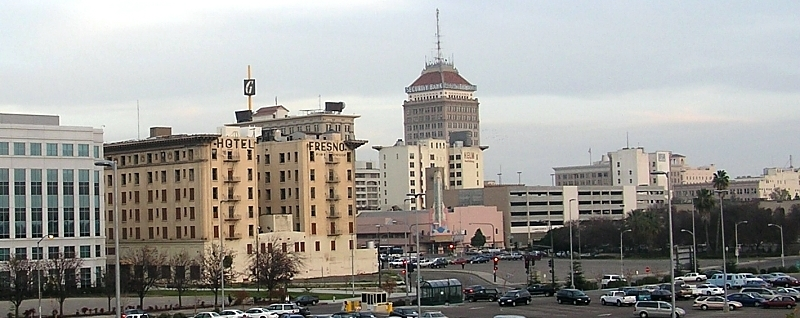
Fresno
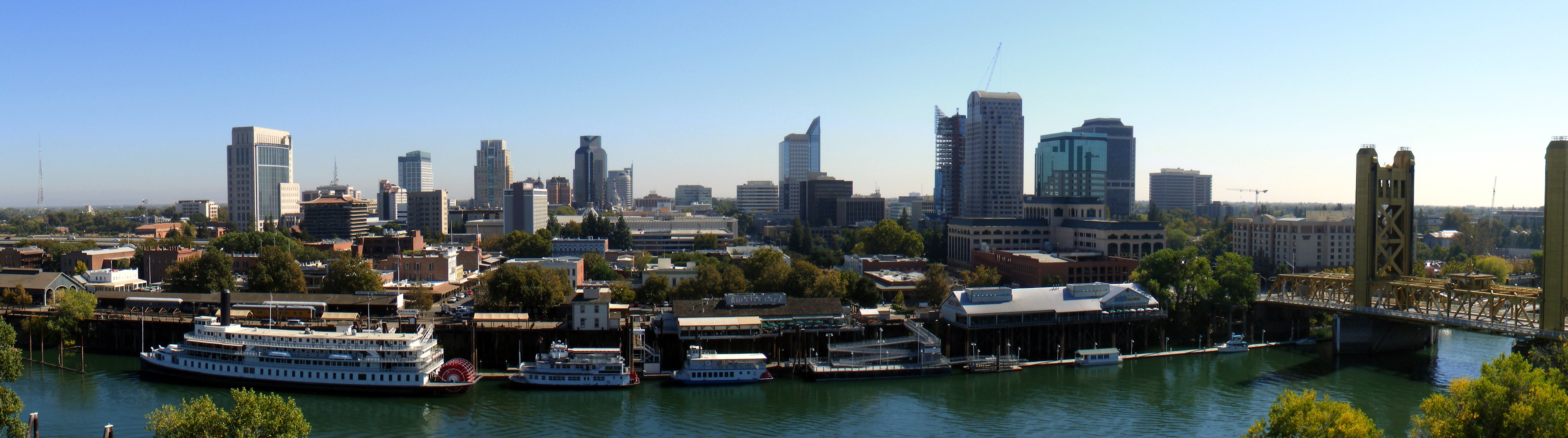
Sacramento